# 安隆汶县
安隆汶县，一译安龙文县，是柬埔寨奥多棉吉省下辖的一个县。
这里在柬埔寨内战期间曾经是红色高棉的根据地。在民主柬埔寨政权垮台后，这里也是红色高棉最后的据点。红色高棉领袖波尔布特死于这里。